# Chã Grande (ort)
Chã Grande är en ort i Brasilien.   Den ligger i kommunen Chã Grande och delstaten Pernambuco, i den östra delen av landet, 1 600 km nordost om huvudstaden Brasília. Chã Grande ligger 471 meter över havet och antalet invånare är 17 112.
Terrängen runt Chã Grande är huvudsakligen kuperad, men den allra närmaste omgivningen är platt. Närmaste större samhälle är Gravatá, 12,1 km väster om Chã Grande.
Omgivningarna runt Chã Grande är en mosaik av jordbruksmark och naturlig växtlighet. Runt Chã Grande är det ganska tätbefolkat, med 104 invånare per kvadratkilometer.